# Stratocumulus stratiformis
Lo stratocumulus stratiformis (abbreviazione Sc str) è una nube del genere stratocumulus che tende a formare estese stratificazioni nel cielo (da cui il nome della specie) che tendono ad assumere la forma di rotoli o grossi ciottoli più o meno appiattiti. È la specie più usuale di stratocumulo.

## Caratteristiche
Gli stratocumuli si formano a bassi livelli della troposfera entro uno strato relativamente sottile di aria instabile, che tuttavia è sormontata da uno strato superiore di aria più stabile. Quest'ultimo strato viene di fatto a bloccare lo sviluppo verticale delle nubi convettive come i cumuli o i cumulonembi. Gli stratocumuli perciò una volta raggiunto il livello di aria stabile, hanno la tendenza a espandersi lateralmente formando dei banchi di nubi che persistono anche dopo che le nubi convettive si sono dissolte.
Può presentarsi in quattro varietà: opacus, lacunosus, perlucidus  o undulatus.